# Cavaleiros de Água Doce
Cavaleiros de Água Doce é um telefilme português de 2001, realizado por Tiago Guedes e com a participação de Nuno Simões, João Cabral, Guilherme Duarte e Francisco Martins. Faz parte de uma série de telefilmes produzidos pela SIC.

## Elenco
- Nuno Simões - João
- João Cabral - Sérgio
- Guilherme Duarte - Paulo
- Francisco Martins - Zé
- Fátima Lopes - Luísa
- Jorge Silva - Victor
- José Eduardo - Avô Joaquim
- Margarida Marinho - Cristina
- Cristina Cavalinhos - D. Odete
- Figueira Cid - Armando
- Marco D'Almeida - João adulto
- Nuno Vaz - Sérgio adulto
- Joaquim Horta - Paulo adulto
- Pedro Martins - Cenoura
- Caetano Leitão - Gonçalinho